# Gotongouiné 1
Gotongouiné 1 est une localité de l'ouest de la Côte d'Ivoire, et appartenant au département de Man, Région des Dix-Huit Montagnes. La localité de Gotongouiné 1 est un chef-lieu de commune.